# Romantická orientace
Romantická orientace, jinak také romantické zaměření či preference, případně citová orientace, je označení pro zaměření citové náklonnosti k upřednostňovanému pohlaví nebo genderu romantického partnera či obecněji osoby, do které se člověk zamiluje nebo s ní naváže romantický vztah.

## Romantická a sexuální orientace
Termín je někdy používán souběžně se sexuální orientací, jindy ve vlastním specifickém významu. V takovém případě je jeho použití založeno na předpokladu, že sexuální přitažlivost je jen jednou z komponent pro navazování milostných vztahů, a že se tedy může lišit preferované pohlaví osob, které člověka přitahují emocionálně a které sexuálně. Sexuální orientace tak souvisí spíše s fyzickou stránkou vztahu, zatímco romantická orientace popisuje stránku citovou, ačkoliv pomyslná hranice mezi nimi se může individuálně lišit. Toto pojetí nepřímo navazuje na dřívější koncepty popisující romantické vztahy, například Sternbergovu triangulární teorii lásky, doplněné právě o předpoklad, že se může lišit pohlaví osob preferovaných z hlediska jednotlivých komponent vztahu. Stejně jako v případě sexuální orientace (a sexuálního chování) je i romantická orientace často zaměňována či ztotožňována s romantickým chováním, které ji obvykle doprovází. Nejedná se však o pravidlo a takové chování se tak od vlastní orientace může rovněž z různých důvodů odlišovat.
Samostatné vymezení konceptů sexuální a romantické orientace může být užitečné a v odborné literatuře se používá zejména v případě popisu či výzkumu osob, které se identifikují jako aromantici či asexuálové. Vztah romantické a sexuální orientace nicméně není dosud plně prozkoumán, samostatné vymezení pojmu romantické orientace je poměrně novým fenoménem. Někteří lidé se však sexuálně a romanticky identifikují odlišně a z jiných výzkumů se zdá, že velmi slabá diference romantické a sexuální preference na škále stejné–jiné pohlaví existuje.

## Druhy romantické orientace
Lidé se mohou identifikovat prostřednictvím mnoha různých romantických orientací. Mezi nejčastější patří:
1. Heteroromantická – přitažlivost k opačnému pohlaví/genderu (podobně jako heterosexuální orientace).
2. Homoromantická – přitažlivost ke stejnému pohlaví/genderu (podobně jako homosexuální orientace).
3. Biromantická – přitažlivost ke stejnému i jinému pohlaví/genderu, tedy typicky k mužům i ženám (podobně jako bisexuální orientace).
4. Panromantická – přitažlivost ke všem pohlavím či genderovým identitám bez rozdílu (podobně jako pansexuální orientace).
5. Aromantická – nepřítomnost romantické přitažlivosti (podobně jako asexuální orientace).

## Zkřížená orientace
Romantická i sexuální orientace se obvykle vyskytují v souladu – heterosexuální jedinci jsou zároveň heteroromantičtí, homosexuální homoromantičtí, pansexuální panromantičtí atd. Stav, kdy se tyto dva aspekty sexuality liší, se nazývá zkřížená nebo také smíšená orientace (anglicky cross/mixed orientation).
Se zkříženou orientací se lze zřejmě setkat ve všech skupinách sexuálních a romantických orientací. Nejvíce se však v současnosti o tomto jevu hovoří v souvislosti s asexuály či aromantiky, u nichž je takový nesoulad z podstaty patrnější a ve snaze šířit povědomí o těchto opomíjených orientacích také hojně probíraný. Aromantickou a asexuální komunitou byl proto navržen Split attraction model (SAM), který diferencuje romantickou a sexuální orientaci a přitažlivost. Tento model se však v odborné literatuře vyskytuje jen výjimečně a spíše v podobě reflexe těchto subkulturních referencí.
Podle dotazníkového šetření, které pravidelně probíhá napříč hlavními asexuálními komunitami, bylo v roce 2019 zjištěno, že 35 % asexuálů se zároveň hlásí k aromantičnosti, 22 % k biromantičnosti, 21 % k panromantičnosti, 18 % k heteroromantičnosti, 16 % k demiromantičnosti, 9 % k homoromantičnosti a 20 % si svou romantickou orientací nebylo jistých. 26 % zúčastněných asexuálů svou romantickou orientaci popsalo zkrátka jako queer.